# Caissa
Caissa è un personaggio letterario raffigurato come dea protettrice del gioco degli scacchi.

## Storia

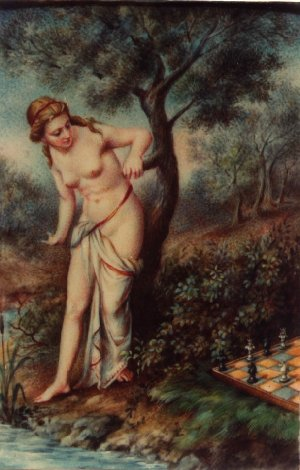
Rappresentazione di Caissa

Il mito moderno di Caissa ebbe origine nel 1763 quando l'inglese sir William Jones, fine giurista, letterato e padre della linguistica storica, scrisse un poema in versi intitolato appunto Caissa. Nell'opera, il dio Marte è innamorato della driade tracia Caissa, ne è però respinto e per conquistarla inventa il gioco degli scacchi e gliene fa dono.
Sebbene il poema sia stato totalmente dimenticato, la figura di Caissa è diventata con gli anni incredibilmente popolare fra gli scacchisti di tutto il mondo. Elencare tutte le attività legate in qualche modo agli scacchi che hanno usato nel loro nome quello di Caissa è impossibile. Sul web non ci sono praticamente domini nazionali senza un sito intitolato a Caissa.
Fra le moltissime locuzioni in cui appare il suo nome si ricordano: essere stato aiutato da Caissa (aver avuto fortuna), un giudizio su questa posizione giace in grembo a Caissa (posizioni particolarmente complicate, la cui valutazione non è concorde fra gli studiosi).
Probabilmente il primo a citare una dea degli scacchi (Scacchis) fu l'umanista italiano Marco Girolamo Vida (1490-1566) nel suo poema La Scaccaide.